# チャールズ・ステュアート (第4代トラクエア伯爵)
第4代トラクエア伯爵チャールズ・ステュアート（英語: Charles Stewart, 4th Earl of Traquair PC、1659年 – 1741年6月13日）は、スコットランド貴族。

## 生涯
第2代トラクエア伯爵ジョン・ステュアートと2人目の妻アン・セトン（Anne Seton、1634年9月30日 – 1686年2月23日以降、第3代ウィントン伯爵ジョージ・セトンの娘）の息子として、1659年に生まれた。
1673年頃に兄ウィリアムが死去すると、トラクエア伯爵の爵位を継承した。1685年に審査法による審査を免除され、1686年と1687年から1688年までスコットランド枢密院の枢密顧問官を務めた。また、1688年には商務委員会の委員を務めた。
1708年にフランスによるイギリス侵攻計画が浮上したとき、フランスの計画に加担したとして逮捕され、ロンドンで大法官の初代クーパー男爵ウィリアム・クーパー、南部担当国務大臣の第3代サンダーランド伯爵チャールズ・スペンサー、北部担当国務大臣のヘンリー・ボイルによる取り調べののち保釈された。
1741年6月13日にトラクエアで死去、息子チャールズが爵位を継承した。

## 家族
1694年1月9日以降、メアリー・マクスウェル（Mary Maxwell、1671年頃 – 1759年9月22日、第4代ニスデール伯爵ロバート・マクスウェルの娘）と結婚、4男13女をもうけた。
- ルーシー（1695年2月18日 – 1768年4月12日）
- アン（1696年3月6日 – 1755年4月5日）
- チャールズ（1697年 – 1764年） - 第5代トラクエア伯爵
- ウィリアム（1698年2月27日 – 1764年以前）
- ジョン（1699年 – 1779年） - 第6代トラクエア伯爵
- エリザベス（1700年2月12日 – 1706年以前）
- ウィニフレド（Winifred、1701年6月7日 – ?）
- メアリー（1702年8月11日 – 1773年2月4日） - ジョン・ドラモンド（1680年頃 – 1757年10月27日、名目上の第5代パース公爵）と結婚
- イザベル（1703年5月7日 – ?）
- ジーン（1703年5月7日 – ?）
- キャサリン（1705年3月4日 – 1765年6月16日） - 1732年6月27日、マクスウェル卿ウィリアム・マクスウェル（1773年3月6日没、第5代ニスデール伯爵ウィリアム・マクスウェルの息子）と結婚、子供あり
- エリザベス（1706年8月5日 – ?）
- ヘンリエッタ（1707年9月15日 – ?）
- バーバラ（1708年9月3日 – 1794年11月15日）
- マーガレット（1708年9月3日 – 1791年4月4日）
- ロバート（1710年2月9日 – ?）
- ルイーサ（1711年10月27日 – ?）